# Championnat du Chili de football 1934
Navigation
Saison précédente Saison suivante
La saison 1934 du Championnat du Chili de football est la deuxième édition du championnat de première division au Chili. Les douze clubs participants sont regroupés au sein d'une poule unique où ils ne s'affrontent qu'une seule fois au cours de la saison. À la fin de la compétition, seuls les six premiers du classement se maintiennent en Primera División.
C'est le club de Deportes Magallanes, tenant du titre, qui remporte à nouveau la compétition, après avoir terminé en tête du classement final, avec deux points d'avance sur Audax Italiano et quatre sur Colo Colo. C'est le deuxième titre de champion du Chili de l'histoire du club, un doublé qu'aucun club ne réussira avant le milieu des années 1960.

## Les clubs participants
| - Deportes Magallanes - Colo Colo - Santiago Badminton FC - Unión Española - Deportivo Alemán - Promu de Segunda División - CD Ferroviarios de Chile - Promu de Segunda División | - Audax Italiano - CD Santiago Morning - Club de Deportes Green Cross - Santiago National FC - Carlos Walker - Promu de Segunda División - Santiago FC - Promu de Segunda División |

## Compétition
Le barème utilisé pour établir le classement est le suivant :
- Victoire : 2 points
- Match nul : 1 point
- Défaite : 0 point

### Classement
| Rang | Équipe                       | Pts | J  | G  | N | P | Bp | Bc | Diff |
| ---- | ---------------------------- | --- | -- | -- | - | - | -- | -- | ---- |
| 1    | Deportes Magallanes T        | 21  | 11 | 10 | 1 | 0 | 63 | 11 | +52  |
| 2    | Audax Italiano               | 19  | 11 | 9  | 2 | 0 | 50 | 21 | +29  |
| 3    | Colo Colo                    | 17  | 11 | 7  | 2 | 2 | 51 | 19 | +32  |
| 4    | Unión Española               | 16  | 11 | 7  | 0 | 4 | 46 | 20 | +26  |
| 5    | Santiago Badminton FC        | 13  | 11 | 6  | 3 | 2 | 42 | 23 | +19  |
| 6    | Santiago FC P                | 12  | 11 | 6  | 0 | 5 | 34 | 24 | +10  |
| 7    | Santiago National FC         | 11  | 11 | 5  | 1 | 5 | 23 | 45 | -22  |
| 8    | Carlos Walker P              | 6   | 11 | 3  | 0 | 8 | 21 | 40 | -19  |
| 9    | CD Ferroviarios de Chile P   | 5   | 11 | 2  | 1 | 8 | 21 | 36 | -15  |
| 10   | Club de Deportes Green Cross | 5   | 11 | 2  | 1 | 8 | 19 | 53 | -34  |
| 11   | Deportivo Alemán P           | 5   | 11 | 2  | 1 | 8 | 15 | 42 | -27  |
| 12   | CD Santiago Morning          | 3   | 11 | 0  | 2 | 9 | 17 | 68 | -51  |

|  | Champion du Chili 1934         |
|  | Relégation en Segunda División |

## Bilan de la saison
| Championnat du Chili de football 1934 | |
| Champion                              | Deportes Magallanes (2e titre)                                                                                                |
| Promotions et relégations             | |
| Promus en Primera División            | Aucun |
| Relégués en Segunda División          | Santiago National FC Carlos Walker CD Ferroviarios de Chile Club de Deportes Green Cross Deportivo Alemán CD Santiago Morning |